# 雅克·布弗雷斯
雅克·布弗雷斯（法語：Jacques Bouveresse，發音：[ʒak buvʁɛs]；1940年8月20日—2021年5月9日），法国维也纳学派、语言哲学和分析哲学专家，法兰西学院语言和知识讲席教授。理性主义的捍卫者，瑞士日内瓦大学杰出人物。研究兴趣广泛（维特根斯坦、卡爾·克勞斯、皮耶·布迪厄、羅伯特·穆齊爾等），著述颇丰，很多论文集由法国Agone出版社出版。
2016年新著《反福柯的尼采：论真理、知识和权力》（Agone）即将问世。
2010年退休后，他的弟子克洛迪娜·蒂耶瑟兰担任法兰西学院形而上学和知识哲学教授席位。

## 履历
- 1961-1966年 : 就读于巴黎高师
- 1965年 : 取得法国中学、大学哲学教师资格
- 1966-1969年 : 巴黎索邦大学哲学系助理，教授逻辑
- 1969-1971年 : 巴黎大学哲学系助教
- 1971-1975年 : 法国国家科学研究中心研究员
- 1975年 : 获得法国国家博士学位 (université Paris I Panthéon-Sorbonne)
- 1975-1979年 : 巴黎大学副教授
- 1979-1983年 : 先后担任日内瓦大学例外教授、普通教授，教授分析哲学
- 1983-1995年 : 巴黎大学教授，兼职日内瓦大学教授
- 1992-1995年 : 法国国家科学研究中心科学史和科学哲学研究中心负责人
- 1995年 : 法兰西学院教授 (语言和知识讲席)
- 2010年起: 法兰西学院荣誉教授

## 著述
- 1969 : 《科学哲学，逻辑实证主义》
- 1971 : 《不幸的言语：从语言学炼丹术到哲学语法》
- 1973 : 《维特根斯坦：押韵和理性——科学，伦理学和美学》
- 1976 : 《内在性的神话：维特根斯坦的经验、意义和私人语言》
- 1984 : 《自我吞噬的哲学家》
- 1984 : 《理性和犬儒主义》
- 1987 : 《规则的力量：维特根斯坦和必然性的发明》
- 1988 : 《可能世界：维特根斯坦，数学家和真实世界》
- 1991 : 《哲学、神话学和伪科学：维特根斯坦作为弗洛伊德的解读者》
- 1991 : 《诠释学与语言学：附维特根斯坦和语言哲学》
- 1993 : 《或然之人：罗伯特·穆齐尔，偶然，平庸和历史的蜗牛》
- 1995 : 《语言、知觉和实在》
- 1996 : 《哲学性要求：哲学想要什么？人想从哲学获得什么？》
- 1997 : 《言说和什么也不说：无逻辑性、不可能性和无意义》
- 1998 : 《哲学和现实》
- 1999 : 《类比的奇迹和眩晕：论思想中纯文艺的滥用》
- 2000 : 《论文集1:维特根斯坦、现代性、进步与衰落》
- 2001 : 《论文集2:时代、潮流、道德与讽刺》
- 2001 : 《Schmock 或新闻业的胜利：卡尔·克劳斯的伟大战斗》
- 2003 : 《论文集3:维特根斯坦或语言的魔力》
- 2001 : 《灵魂的声音与精神之道》
- 2004 : 《布迪厄：知识分子和政治家》
- 2004 : 《语言、知觉和实在：物理学，现象学和语法》
- 2004 : 《论文集4:为何不是这些哲学家》
- 2005 : 《罗伯特·穆齐尔：或然之人——偶然，平庸和历史的蜗牛》
- 2006 : 《论文集5:笛卡尔，莱布尼茨，康德》

## 评价
另一位著名法国哲学家皮埃尔·阿多（法国最早关注维特根斯坦的人之一）在2001年的一篇访谈（“什么是伦理学？”）里，这么高度评价布弗雷斯的维特根斯坦研究：“在布弗雷斯谈论维特根斯坦之后，人们再也不敢谈论维特根斯坦了。”